# Klokočí (ort i Tjeckien, Olomouc)
Klokočí är en ort i Tjeckien.   Den ligger i regionen Olomouc, i den östra delen av landet, 240 km öster om huvudstaden Prag. Klokočí ligger 273 meter över havet och antalet invånare är 238.
Terrängen runt Klokočí är kuperad åt nordväst, men åt sydost är den platt. Runt Klokočí är det ganska tätbefolkat, med 207 invånare per kvadratkilometer. Närmaste större samhälle är Hranice, 4,0 km öster om Klokočí. Trakten runt Klokočí består till största delen av jordbruksmark.